# Episodi di New Tricks - Nuove tracce per vecchie volpi (undicesima stagione)
L'undicesima stagione di New Tricks - Nuove tracce per vecchie volpi è composta da 10 episodi.
| nº | Titolo originale    | Titolo italiano | Prima TV UK       | Prima TV Italia |
| -- | ------------------- | --------------- | ----------------- | --------------- |
| 1  | Bermondsey Boy      |                 | 18 agosto 2014    |                 |
| 2  | Tender Loving Care  |                 | 25 agosto 2014    |                 |
| 3  | Deep Swimming       |                 | 1 ottobre 2014    |                 |
| 4  | Ghosts              |                 | 8 ottobre 2014    |                 |
| 5  | London Underground  |                 | 15 ottobre 2014   |                 |
| 6  | Romans Ruined       |                 | 22 settembre 2014 |                 |
| 7  | In Vino Veritas     |                 | 29 settembre 2014 |                 |
| 8  | The English Defence |                 | 6 ottobre 2014    |                 |
| 9  | Breadcrumbs         |                 | 13 ottobre 2014   |                 |
| 10 | The Queen's Speech  |                 | 20 ottobre 2014   |                 |